# Calles de Buenos Aires
Calles de Buenos Aires es una película de Argentina dirigida por José Agustín Ferreyra sobre su propio guion que se estrenó el 16 de marzo de 1934 y que tuvo como protagonistas a Nelly Ayllón y Guillermo Casali. El propio Ferreyra compuso el tema musical del filme.

## Sinopsis
Una muchacha de arrabal se deja seducir por la vida mundana en tanto otra acepta su condición y conquista el amor de un cantor.

## Reparto
- Nelly Ayllón
- Guillermo Casali
- Delia Elías
- Leonor Fernández
- Miguel Gómez Bao
- Enrique Mazza
- Mario Soffici
- Francisco Verding

## Comentarios
Para Manrupe y Portela "es uno de los mejores títulos de Ferreyra. La ciudad es la protagonista y los personajes son emblemáticos del progreso y el cambio" y el crítico Jorge Miguel Couselo opinó:

"Su lenguaje...a pesar de la sencillez y espontaneidad descriptivas, se adelantaba más allá de todo el cine argentino conocido...Se echaba mano a las acciones paralelas, tendidas en dos líneas principales que se alternaban y se confundían hasta la convergencia: por un lado las malandanzas de la muchacha que deja al novio y a la madre en el encandilamiento de una vida mejor o más fácil, por otro la trayectoria límpida del novio, suerte de juglar de estos días, cantor de tangos que se presenta liberado de rasgos compadres…. Es en los pibes, en sus clásicos partidos de pelota y en sus pintorescas andanzas, donde Ferreyra, junto con el fotógrafo Funes ha registrado sus mejores aciertos. Aciertos de expresión o de composición que van desde el detalle de un rostro o de una actitud, hasta el difícil movimiento de una escena lograda con sorprendente naturalidad. Todo eso, en una sucesión rápida y febril que casi cae en una verdadera superposición de cuadros, da a toda la película un ritmo dinámico que se ajusta admirablemente a su objetivo."